# Katharina Haan
Katharina Haan (* unbekannt; † 24. Januar 1628 in Bamberg) war Opfer der Hexenverfolgung.

## Familie und Hexenprozess
Katharina Haan stammte aus Mergentheim und war die Ehefrau von Georg Haan, Kanzler des Bamberger Fürstbischofs Johann Georg II. Fuchs von Dornheim, dessen Familie zu den Vornehmen in Bamberg gehörte. Katharina Haan wurde unter anderem von dem Hexenkommissar in Hochstift, Georg Harsee, als Hexe denunziert, der Georg Haan im Amt nachfolgen wollte. Sie wurde verhaftet und unter der Folter verhört. Sie gestand, dass sie der Teufel in Gestalt eines Jägers verführt habe. Dieses Geständnis widerrief sie bei dem nächsten Verhör. Allerdings fanden die sie untersuchenden Ärzte ein Muttermal („Hexenmal“) und waren sich sicher, eine echte Hexe vor sich zu haben. Unter der Folter beschuldigte sie auch ihren ältesten Sohn, Adam Haan. Die Räte und Schöffen der Stadt Bamberg verurteilten sie am 19. Januar 1628 zum Tod durch Verbrennen. Durch einen Gnadenzettel des Fürstbischofs wurde die Verurteilung durch Hinrichtung durch das Schwert abgeändert und am 24. Januar vollstreckt.
Aus dem Umkreis der Katharina Haan wurden ihr Mann, ihre älteste Tochter Katharina Röhm sowie ihre Tochter Ursula Maria Haan hingerichtet. Auch der Sohn Adam und dessen Frau starben nach der Folter durch Hinrichtung.